# Kurt Mørkøre
Kurt Mørkøre, né le 20 février 1969 à Klaksvík aux Îles Féroé, est un footballeur international féroïen, devenu entraîneur à l'issue de sa carrière, qui évoluait au poste d'attaquant. Il est le grand frère d'Allan Mørkøre.

## Biographie

### Carrière en club
Avec le club du KÍ Klaksvík, Kurt Mørkøre dispute deux matchs en Ligue des champions, et 4 matchs en Coupe de l'UEFA, pour 3 buts inscrits,,.
Il termine deux fois meilleur buteur du championnat des îles Féroé en 1988 et 1996. Avec le KÍ Klaksvík, il remporte trois coupes des îles Féroé, mais surtout deux titres de champion des îles Féroé. 

### Carrière internationale
Kurt Mørkøre compte 37 sélections et 3 buts avec l'équipe des îles Féroé entre 1988 et 2001,.
Il est convoqué pour la première fois en équipe des îles Féroé par le sélectionneur national Páll Guðlaugsson, pour un match amical contre l'Islande le 24 août 1988. Le match se solde par une défaite 1-0 des Féroïens. 
Le 8 août 1990, il inscrit son premier but en sélection contre l'Islande, lors d'un match amical. Le match se solde par une défaite 3-2 des Féroïens. 
Il reçoit sa dernière sélection le 6 octobre 2001 contre la Slovénie. Le match se solde par une défaite 3-0 des Féroïens.

## Palmarès

### En club
- Avec le KÍ Klaksvík
  - Champion des îles Féroé en 1991 et 1999
  - Vainqueur de la Coupe des îles Féroé en 1990, 1994 et 1999

### Distinctions personnelles
- Meilleur buteur du Championnat des îles Féroé en 1988 (8 buts) et 1996 (20 buts)

## Statistiques

### Buts en sélection
Le tableau suivant liste tous les buts inscrits par Kurt Mørkøre avec l'équipe des îles Féroé.